# 铭贤社
铭贤社又名欧柏林山西纪念协会（Oberlin Shansi Memorial Association）位于俄亥俄州欧柏林的欧柏林学院校园内，是一个独立的非营利组织，其目标是"促进亚洲人和美国人之间的理解和沟通。通过个人和团体教育和社会项目、教育与文化交流，以及社区项目来实现目标。"  成立于1908年1月，最初的目的是纪念在1900年义和团事件中在中国山西省被杀害的欧柏林学生志愿传道团（Oberlin Band）成员。从1918年开始，欧柏林学生会选举毕业生代表去山西太谷铭贤学院教授英语，组织课外活动。这一传统在1951年朝鲜战争时中断，于1980年恢复。今天，铭贤社与欧柏林学院合作，在日本、印度尼西亚、印度和中国都有合作伙伴，接待合作方的学者和艺术家来到欧柏林学院校园。

## 历史
1881年，欧柏林神学院的毕业生决定组成欧柏林学生志愿传道团，加入美国公理会差会 (ABCFM)，前往中国偏远的山西省传教。 1900年，其中13人和许多中国基督徒在义和团事件中的太原屠杀、太谷屠杀和汾州屠杀中被杀害。 事件后，一个年轻基督徒孔祥熙帮助管理赔款，为差会获得了一块土地。在欧柏林，公理会差会竖立了一座纪念拱门，题词是“The Blood of the Martyrs is the Seed of the Church.”（殉道者的血是教会的种子） 。
孔祥熙在欧柏林学院和耶鲁大学获得学位后，于1909年回到家乡太谷，建立了铭贤男校和贝露女校，即所谓“中国欧柏林”。20世纪20年代，铭贤学院成为山西省第一所合作教育机构。附近建立了一个致力于扫盲教育、公共卫生和农业改善的乡村重建中心。1937年，为了避免日本侵略，铭贤学院搬到了四川成都附近的金堂县, 1949年返回太谷。1951年朝鲜战争爆发后，铭贤学院关闭，在校园里开办了山西农业大学。与欧柏林的正式关系直到1980年才恢复。。
后来，铭贤社与台湾东海大学建立了新的交流关系，这种关系一直持续到1978年；还与印度南部马杜赖的马杜赖美国学院（The American college in Madurai）、多克夫人学院（Lady Doak College），东京櫻美林大學，以及印度尼西亚和韩国的其他机构建立了交流关系。
铭贤社在早期明显是基督教性质，目标是传教，现在侧重于教育和文化工作，并非传教机构。随着20世纪70年代回归中国的前景的出现，从宗旨中删除了基督教的提法。铭贤社的早期工作费用部分来自捐赠和学费，但大部分来自欧柏林学院校友、美国铝业公司创始人查尔斯·马丁·霍尔捐赠的遗产。
观察家们注意到了“欧柏林精神” – 学术卓越、服务以及国际和平与友谊的理想 – 给铭贤社一种传教，有时甚至是民族中心主义的基调（尤其是在协会成立初期）。
一些成员仍在进行重要的工作，特别是在亚洲研究方面。贾克忱 (Carl w .Jacobson)从1982年担任托事部执行主任，2012年 由加文·特里特（Gavin Tritt）接任。